# Charaxes catenarius
Charaxes catenarius är en fjärilsart som beskrevs av Schultze 1917. Charaxes catenarius ingår i släktet Charaxes och familjen praktfjärilar. Inga underarter finns listade i Catalogue of Life.